# ACD Città di Vittoria
ACD Città di Vittoria is een Italiaanse voetbalclub uit Vittoria die speelt in de Serie D/I. De club werd opgericht in 1962 als Polisportiva Dilettante Comiso (waar de club oorspronkelijk gesitueerd was), maar veranderde naar de huidige naam na een fusie met Junior Vittoria De clubkleuren zijn rood en wit.